# Wendell Alexis
Wendell Paul Alexis (ur. 31 lipca 1964 w Nowym Jorku) – amerykański koszykarz, występujący na pozycji silnego skrzydłowego, brązowy medalista mistrzostw świata, sześciokrotny mistrz Niemiec, po zakończeniu kariery zawodniczej trener koszykarski.

## Osiągnięcia
Na podstawie, o ile nie zaznaczono inaczej.

### NCAA
- Uczestnik rozgrywek:
  - Sweet 16 turnieju NCAA (1984)
  - II rundy turnieju NCAA (1983–1986)
- Mistrz sezonu regularnego konferencji Big East (ACC – 1986)

### Drużynowe
- Mistrz:
  - Niemiec (1997–2002)
  - Izraela (1994)
- Wicemistrz:
  - Hiszpanii (1988)
  - Włoch (1989)
- Zdobywca pucharu:
  - Koracia (1988)
  - FIBA EuroCup Challenge (2004)
  - Hiszpanii (1988)
  - Niemiec (1997, 1999, 2002)
  - Izraela (1994)
- Zwycięzca Międzynarodowego Turnieju Świątecznego (1988)
- Finalista pucharu:
  - Księcia Asturii (1988)
  - Francji (1996)
  - Niemiec (2000)

### Indywidualne
- MVP:
  - niemieckiej Bundesligi (1998, 2000, 2002)
  - finałów ligi Izraela (1994)
  - meczu gwiazd ligi niemieckiej (1998)
  - II ligi włoskiej (1993)
- Zaliczony do I składu ligi izraelskiej (1994)
- Uczestnik meczu gwiazd:
  - Euro All-Star Game (1997, 1998)
  - ligi:
    - włoskiej (1989, 1990, 1994)
    - niemieckiej (1996–1999, 2002)
- Klub Alby Berlin zastrzegł należący do niego numer 12

### Reprezentacja
- Brązowy medalista mistrzostw świata (1998)

## Inne
- z 5922 pkt jest najskuteczniejszym zawodnikiem w historii Alby Berlin[6]
- drugi strzelec kadry USA na mistrzostwach świata w Grecji (1998)[7]